# پیست بارسلون-کاتالونیا
پیست بارسلون-کاتالونیا (اسپانیایی: Circuit de Barcelona-Catalunya‎) یک پیست ورزش‌های موتوری در منتملو، اسپانیا است.
این پیست که معمولاً برای مسابقات موتورسواری و فرمول یک استفاده می‌شود در سال ۱۹۹۱ میلادی تأسیس شده و ۱۴۰٬۷۰۰ نفر ظرفیت دارد.

## نگارخانه

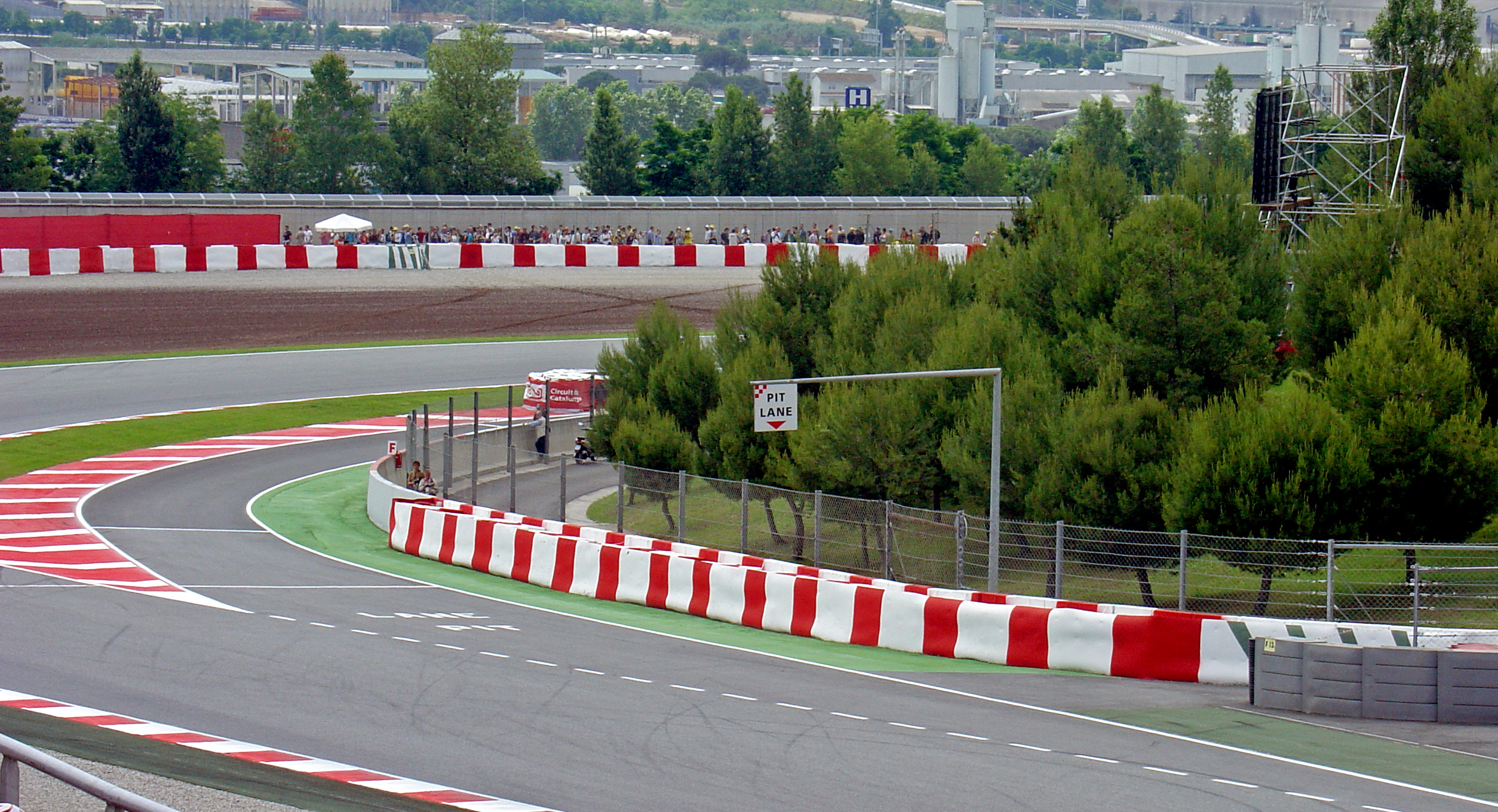
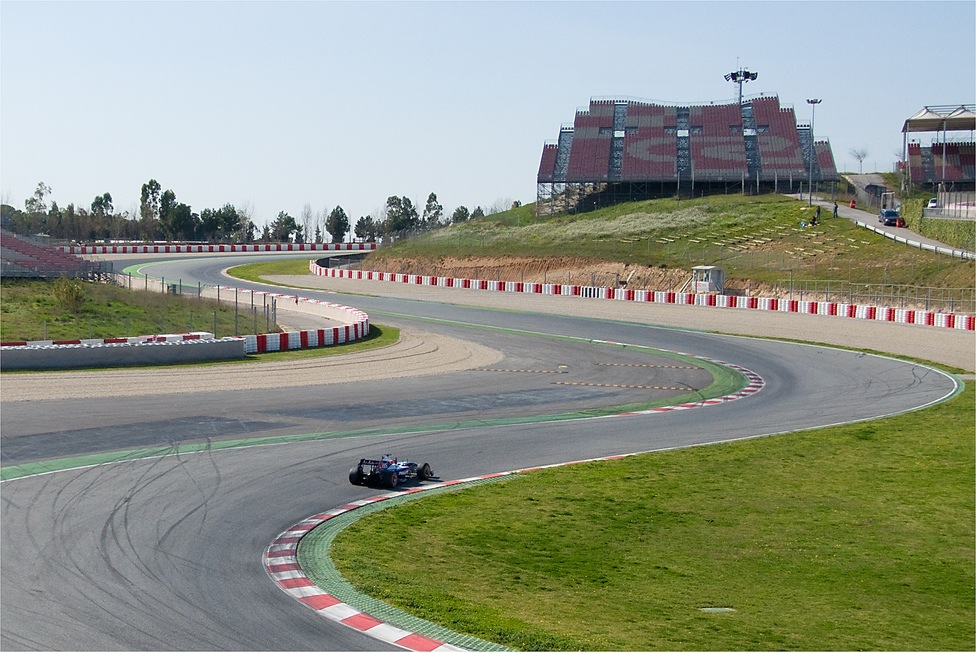
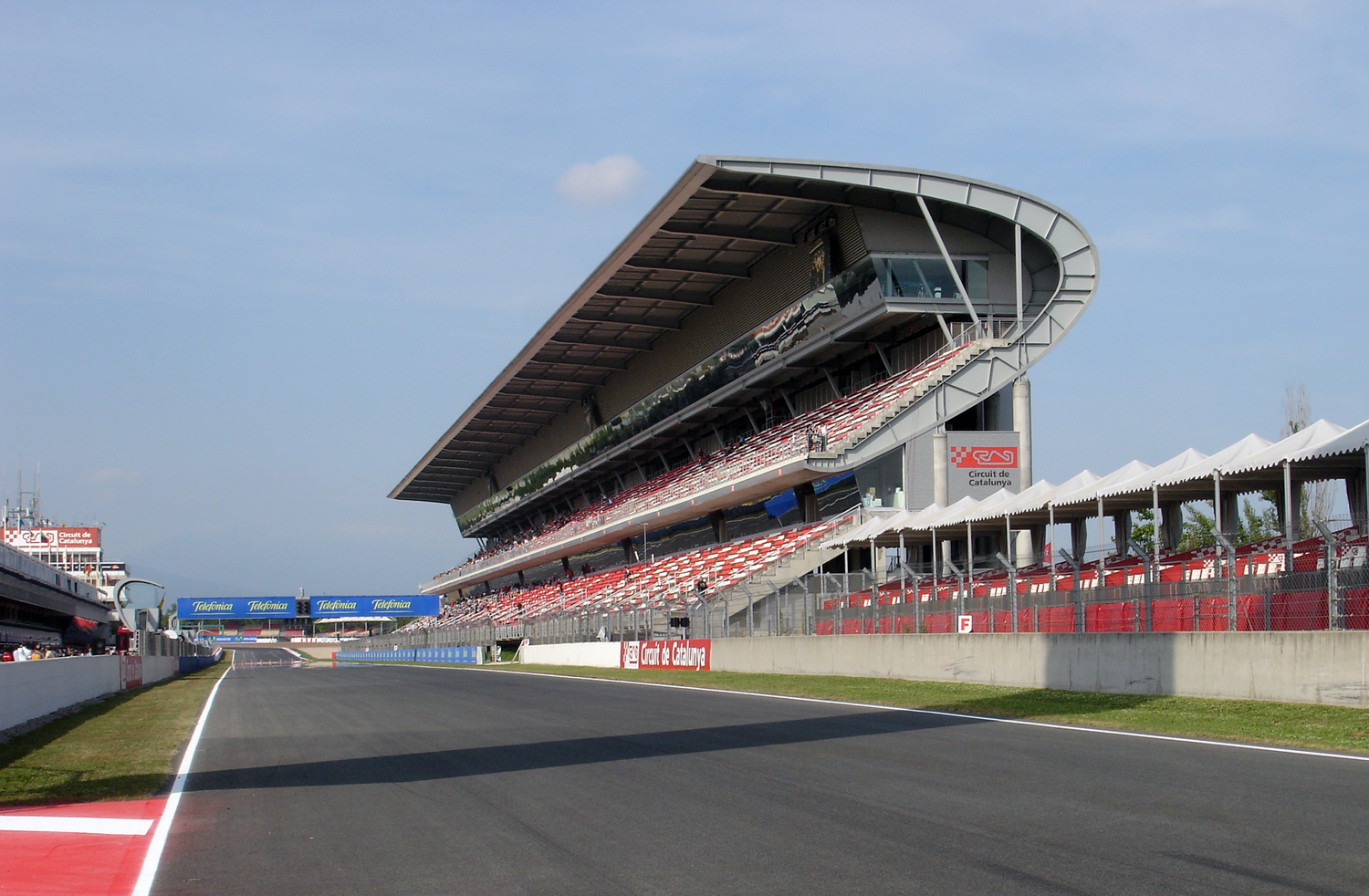

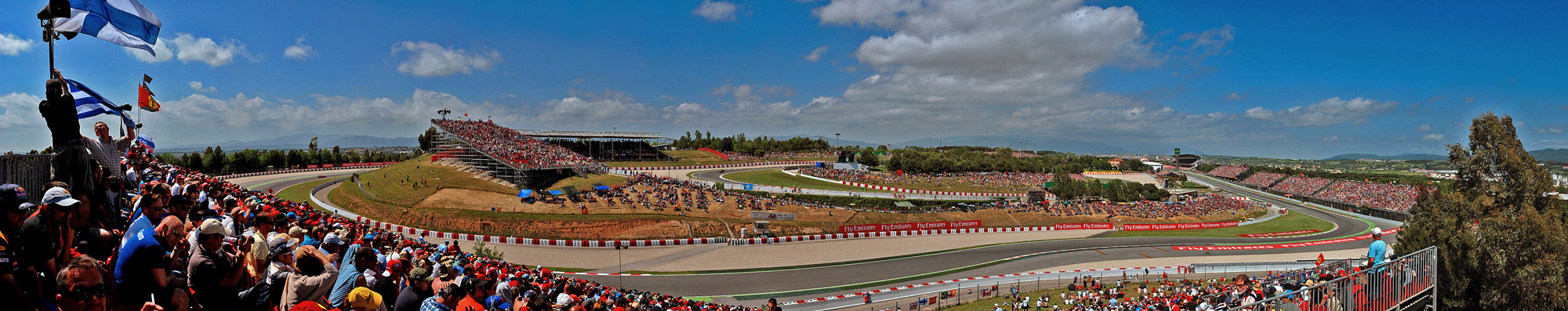